# Wilhelmine von Preußen (1774–1837)

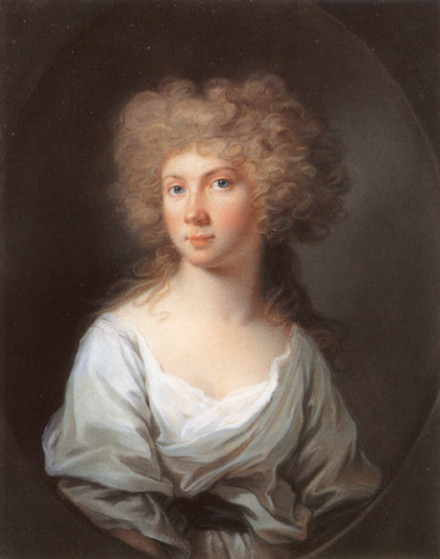
Wilhelmine von Preußen

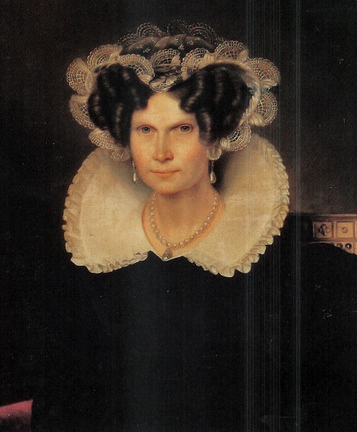
Königin Wilhelmine der Niederlande

Friederike Luise Wilhelmine von Preußen (* 18. November 1774 in Potsdam; † 12. Oktober 1837 in Den Haag) war eine preußische Prinzessin und durch Heirat Königin der Niederlande.

## Leben
Wilhelmine war eine Tochter des Königs Friedrich Wilhelm II. von Preußen (1744–1797) aus dessen zweiter Ehe mit Friederike (1751–1805), Tochter des Landgrafen Ludwig IX. von Hessen-Darmstadt. Zeitlebens ein besonders enges Verhältnis hatte Wilhelmine zu ihrem Bruder, dem nachmaligen König Friedrich Wilhelm III.
Sie heiratete am 1. Oktober 1791 in Berlin ihren Cousin, den oranischen Erbprinzen und nachmaligen König Wilhelm I. der Niederlande (1772–1843). Die Ehe mit der als geistreich und ernsthaft beschriebenen Prinzessin wurde glücklich. 1795 wurden die Oranier von den Franzosen aus den Niederlanden vertrieben und gingen ins Exil nach England; 1814 kehrten sie nach Den Haag zurück.
Wilhelmine erwarb 1812 von ihrem Bruder die schlesische Herrschaft Heinrichau.
Im Artikel 13 der niederländischen Verfassung vom 24. August 1815 waren die Kinder Wilhelmines als legitime niederländische Thronfolger bestimmt worden.
Die Gesundheit der Königin hatte sich schon ab 1820 verschlechtert; in ihren letzten Lebensjahren zeigte sie sich kaum noch in der Öffentlichkeit. Wilhelmine wurde in der Nieuwe Kerk in Delft bestattet.

## Nachkommen
- Wilhelm II. (1792–1849), König der Niederlande und Großherzog von Luxemburg

⚭ 1816 Großfürstin Anna von Russland (1795–1865)
- Friedrich (1797–1881)

⚭ 1825 Prinzessin Luise von Preußen (1808–1870)
- Charlotte Pauline (1800–Dezember 1806 in Freienwalde)
- Marianne (1810–1883)

⚭ 1830 (geschieden 1849) Prinz Albrecht von Preußen (1809–1872), Enkel des preußischen Königs Friedrich Wilhelm II. und damit Neffe von Wilhelmine

## Vorfahren
| Friedrich I. (König in Preußen) ⚭ Sophie Charlotte | Friedrich I. (König in Preußen) ⚭ Sophie Charlotte | Friedrich I. (König in Preußen) ⚭ Sophie Charlotte | Friedrich I. (König in Preußen) ⚭ Sophie Charlotte | Friedrich I. (König in Preußen) ⚭ Sophie Charlotte | Friedrich I. (König in Preußen) ⚭ Sophie Charlotte |  |  | Georg I. (König von Großbritannien) ⚭ Sophie Dorothea | Georg I. (König von Großbritannien) ⚭ Sophie Dorothea | Georg I. (König von Großbritannien) ⚭ Sophie Dorothea | Georg I. (König von Großbritannien) ⚭ Sophie Dorothea | Georg I. (König von Großbritannien) ⚭ Sophie Dorothea | Georg I. (König von Großbritannien) ⚭ Sophie Dorothea |  |  | Ferdinand Albrecht I. (Herzog von Braunschweig-Wolfenbüttel-Bevern) ⚭ Christine | Ferdinand Albrecht I. (Herzog von Braunschweig-Wolfenbüttel-Bevern) ⚭ Christine | Ferdinand Albrecht I. (Herzog von Braunschweig-Wolfenbüttel-Bevern) ⚭ Christine | Ferdinand Albrecht I. (Herzog von Braunschweig-Wolfenbüttel-Bevern) ⚭ Christine | Ferdinand Albrecht I. (Herzog von Braunschweig-Wolfenbüttel-Bevern) ⚭ Christine | Ferdinand Albrecht I. (Herzog von Braunschweig-Wolfenbüttel-Bevern) ⚭ Christine |  |  | Ludwig Rudolf (Herzog von Braunschweig-Lüneburg) ⚭ Christine Luise | Ludwig Rudolf (Herzog von Braunschweig-Lüneburg) ⚭ Christine Luise | Ludwig Rudolf (Herzog von Braunschweig-Lüneburg) ⚭ Christine Luise | Ludwig Rudolf (Herzog von Braunschweig-Lüneburg) ⚭ Christine Luise | Ludwig Rudolf (Herzog von Braunschweig-Lüneburg) ⚭ Christine Luise | Ludwig Rudolf (Herzog von Braunschweig-Lüneburg) ⚭ Christine Luise |  |  | Ernst Ludwig (Landgraf von Hessen-Darmstadt) ⚭ Dorothea Charlotte | Ernst Ludwig (Landgraf von Hessen-Darmstadt) ⚭ Dorothea Charlotte | Ernst Ludwig (Landgraf von Hessen-Darmstadt) ⚭ Dorothea Charlotte | Ernst Ludwig (Landgraf von Hessen-Darmstadt) ⚭ Dorothea Charlotte | Ernst Ludwig (Landgraf von Hessen-Darmstadt) ⚭ Dorothea Charlotte | Ernst Ludwig (Landgraf von Hessen-Darmstadt) ⚭ Dorothea Charlotte |  |  | Johann Reinhard III. (Graf von Hanau-Lichtenberg) ⚭ Dorothea Friederike | Johann Reinhard III. (Graf von Hanau-Lichtenberg) ⚭ Dorothea Friederike | Johann Reinhard III. (Graf von Hanau-Lichtenberg) ⚭ Dorothea Friederike | Johann Reinhard III. (Graf von Hanau-Lichtenberg) ⚭ Dorothea Friederike | Johann Reinhard III. (Graf von Hanau-Lichtenberg) ⚭ Dorothea Friederike | Johann Reinhard III. (Graf von Hanau-Lichtenberg) ⚭ Dorothea Friederike |  |  | Christian II. (Pfalzgraf und Herzog von Pfalz-Zweibrücken-Birkenfeld) ⚭ Katharina Agathe | Christian II. (Pfalzgraf und Herzog von Pfalz-Zweibrücken-Birkenfeld) ⚭ Katharina Agathe | Christian II. (Pfalzgraf und Herzog von Pfalz-Zweibrücken-Birkenfeld) ⚭ Katharina Agathe | Christian II. (Pfalzgraf und Herzog von Pfalz-Zweibrücken-Birkenfeld) ⚭ Katharina Agathe | Christian II. (Pfalzgraf und Herzog von Pfalz-Zweibrücken-Birkenfeld) ⚭ Katharina Agathe | Christian II. (Pfalzgraf und Herzog von Pfalz-Zweibrücken-Birkenfeld) ⚭ Katharina Agathe |  |  | Ludwig Kraft (Graf von Saarbrücken und Saarwerden) ⚭ Philippine Henriette zu Hohenlohe-Langenburg | Ludwig Kraft (Graf von Saarbrücken und Saarwerden) ⚭ Philippine Henriette zu Hohenlohe-Langenburg | Ludwig Kraft (Graf von Saarbrücken und Saarwerden) ⚭ Philippine Henriette zu Hohenlohe-Langenburg | Ludwig Kraft (Graf von Saarbrücken und Saarwerden) ⚭ Philippine Henriette zu Hohenlohe-Langenburg | Ludwig Kraft (Graf von Saarbrücken und Saarwerden) ⚭ Philippine Henriette zu Hohenlohe-Langenburg | Ludwig Kraft (Graf von Saarbrücken und Saarwerden) ⚭ Philippine Henriette zu Hohenlohe-Langenburg |  |  |  |  |  |  |  |  |  |  |  |  |  |  |  |  |  |  |  |  |  |  |  |  |  |  |  |  |  |  |  |  |  |  |  |  |  |  |  |  |  |  |  |  |  |  |  |  |
| Friedrich I. (König in Preußen) ⚭ Sophie Charlotte | Friedrich I. (König in Preußen) ⚭ Sophie Charlotte | Friedrich I. (König in Preußen) ⚭ Sophie Charlotte | Friedrich I. (König in Preußen) ⚭ Sophie Charlotte | Friedrich I. (König in Preußen) ⚭ Sophie Charlotte | Friedrich I. (König in Preußen) ⚭ Sophie Charlotte |  |  | Georg I. (König von Großbritannien) ⚭ Sophie Dorothea | Georg I. (König von Großbritannien) ⚭ Sophie Dorothea | Georg I. (König von Großbritannien) ⚭ Sophie Dorothea | Georg I. (König von Großbritannien) ⚭ Sophie Dorothea | Georg I. (König von Großbritannien) ⚭ Sophie Dorothea | Georg I. (König von Großbritannien) ⚭ Sophie Dorothea |  |  | Ferdinand Albrecht I. (Herzog von Braunschweig-Wolfenbüttel-Bevern) ⚭ Christine | Ferdinand Albrecht I. (Herzog von Braunschweig-Wolfenbüttel-Bevern) ⚭ Christine | Ferdinand Albrecht I. (Herzog von Braunschweig-Wolfenbüttel-Bevern) ⚭ Christine | Ferdinand Albrecht I. (Herzog von Braunschweig-Wolfenbüttel-Bevern) ⚭ Christine | Ferdinand Albrecht I. (Herzog von Braunschweig-Wolfenbüttel-Bevern) ⚭ Christine | Ferdinand Albrecht I. (Herzog von Braunschweig-Wolfenbüttel-Bevern) ⚭ Christine |  |  | Ludwig Rudolf (Herzog von Braunschweig-Lüneburg) ⚭ Christine Luise | Ludwig Rudolf (Herzog von Braunschweig-Lüneburg) ⚭ Christine Luise | Ludwig Rudolf (Herzog von Braunschweig-Lüneburg) ⚭ Christine Luise | Ludwig Rudolf (Herzog von Braunschweig-Lüneburg) ⚭ Christine Luise | Ludwig Rudolf (Herzog von Braunschweig-Lüneburg) ⚭ Christine Luise | Ludwig Rudolf (Herzog von Braunschweig-Lüneburg) ⚭ Christine Luise |  |  | Ernst Ludwig (Landgraf von Hessen-Darmstadt) ⚭ Dorothea Charlotte | Ernst Ludwig (Landgraf von Hessen-Darmstadt) ⚭ Dorothea Charlotte | Ernst Ludwig (Landgraf von Hessen-Darmstadt) ⚭ Dorothea Charlotte | Ernst Ludwig (Landgraf von Hessen-Darmstadt) ⚭ Dorothea Charlotte | Ernst Ludwig (Landgraf von Hessen-Darmstadt) ⚭ Dorothea Charlotte | Ernst Ludwig (Landgraf von Hessen-Darmstadt) ⚭ Dorothea Charlotte |  |  | Johann Reinhard III. (Graf von Hanau-Lichtenberg) ⚭ Dorothea Friederike | Johann Reinhard III. (Graf von Hanau-Lichtenberg) ⚭ Dorothea Friederike | Johann Reinhard III. (Graf von Hanau-Lichtenberg) ⚭ Dorothea Friederike | Johann Reinhard III. (Graf von Hanau-Lichtenberg) ⚭ Dorothea Friederike | Johann Reinhard III. (Graf von Hanau-Lichtenberg) ⚭ Dorothea Friederike | Johann Reinhard III. (Graf von Hanau-Lichtenberg) ⚭ Dorothea Friederike |  |  | Christian II. (Pfalzgraf und Herzog von Pfalz-Zweibrücken-Birkenfeld) ⚭ Katharina Agathe | Christian II. (Pfalzgraf und Herzog von Pfalz-Zweibrücken-Birkenfeld) ⚭ Katharina Agathe | Christian II. (Pfalzgraf und Herzog von Pfalz-Zweibrücken-Birkenfeld) ⚭ Katharina Agathe | Christian II. (Pfalzgraf und Herzog von Pfalz-Zweibrücken-Birkenfeld) ⚭ Katharina Agathe | Christian II. (Pfalzgraf und Herzog von Pfalz-Zweibrücken-Birkenfeld) ⚭ Katharina Agathe | Christian II. (Pfalzgraf und Herzog von Pfalz-Zweibrücken-Birkenfeld) ⚭ Katharina Agathe |  |  | Ludwig Kraft (Graf von Saarbrücken und Saarwerden) ⚭ Philippine Henriette zu Hohenlohe-Langenburg | Ludwig Kraft (Graf von Saarbrücken und Saarwerden) ⚭ Philippine Henriette zu Hohenlohe-Langenburg | Ludwig Kraft (Graf von Saarbrücken und Saarwerden) ⚭ Philippine Henriette zu Hohenlohe-Langenburg | Ludwig Kraft (Graf von Saarbrücken und Saarwerden) ⚭ Philippine Henriette zu Hohenlohe-Langenburg | Ludwig Kraft (Graf von Saarbrücken und Saarwerden) ⚭ Philippine Henriette zu Hohenlohe-Langenburg | Ludwig Kraft (Graf von Saarbrücken und Saarwerden) ⚭ Philippine Henriette zu Hohenlohe-Langenburg |  |  |  |  |  |  |  |  |  |  |  |  |  |  |  |  |  |  |  |  |  |  |  |  |  |  |  |  |  |  |  |  |  |  |  |  |  |  |  |  |  |  |  |  |  |  |  |  |
| Friedrich Wilhelm I. (König in Preußen)            | Friedrich Wilhelm I. (König in Preußen)            | Friedrich Wilhelm I. (König in Preußen)            | Friedrich Wilhelm I. (König in Preußen)            | Friedrich Wilhelm I. (König in Preußen)            | Friedrich Wilhelm I. (König in Preußen)            |  |  | Sophie Dorothea                                       | Sophie Dorothea                                       | Sophie Dorothea                                       | Sophie Dorothea                                       | Sophie Dorothea                                       | Sophie Dorothea                                       |  |  | Ferdinand Albrecht II. (Herzog von Braunschweig-Wolfenbüttel)                   | Ferdinand Albrecht II. (Herzog von Braunschweig-Wolfenbüttel)                   | Ferdinand Albrecht II. (Herzog von Braunschweig-Wolfenbüttel)                   | Ferdinand Albrecht II. (Herzog von Braunschweig-Wolfenbüttel)                   | Ferdinand Albrecht II. (Herzog von Braunschweig-Wolfenbüttel)                   | Ferdinand Albrecht II. (Herzog von Braunschweig-Wolfenbüttel)                   |  |  | Antoinette Amalie                                                  | Antoinette Amalie                                                  | Antoinette Amalie                                                  | Antoinette Amalie                                                  | Antoinette Amalie                                                  | Antoinette Amalie                                                  |  |  | Ludwig VIII. (Landgraf von Hessen-Darmstadt)                      | Ludwig VIII. (Landgraf von Hessen-Darmstadt)                      | Ludwig VIII. (Landgraf von Hessen-Darmstadt)                      | Ludwig VIII. (Landgraf von Hessen-Darmstadt)                      | Ludwig VIII. (Landgraf von Hessen-Darmstadt)                      | Ludwig VIII. (Landgraf von Hessen-Darmstadt)                      |  |  | Charlotte                                                               | Charlotte                                                               | Charlotte                                                               | Charlotte                                                               | Charlotte                                                               | Charlotte                                                               |  |  | Christian III. (Herzog von Pfalz-Zweibrücken)                                            | Christian III. (Herzog von Pfalz-Zweibrücken)                                            | Christian III. (Herzog von Pfalz-Zweibrücken)                                            | Christian III. (Herzog von Pfalz-Zweibrücken)                                            | Christian III. (Herzog von Pfalz-Zweibrücken)                                            | Christian III. (Herzog von Pfalz-Zweibrücken)                                            |  |  | Karoline                                                                                          | Karoline                                                                                          | Karoline                                                                                          | Karoline                                                                                          | Karoline                                                                                          | Karoline                                                                                          |  |  |  |  |  |  |  |  |  |  |  |  |  |  |  |  |  |  |  |  |  |  |  |  |  |  |  |  |  |  |  |  |  |  |  |  |  |  |  |  |  |  |  |  |  |  |  |  |
| Friedrich Wilhelm I. (König in Preußen)            | Friedrich Wilhelm I. (König in Preußen)            | Friedrich Wilhelm I. (König in Preußen)            | Friedrich Wilhelm I. (König in Preußen)            | Friedrich Wilhelm I. (König in Preußen)            | Friedrich Wilhelm I. (König in Preußen)            |  |  | Sophie Dorothea                                       | Sophie Dorothea                                       | Sophie Dorothea                                       | Sophie Dorothea                                       | Sophie Dorothea                                       | Sophie Dorothea                                       |  |  | Ferdinand Albrecht II. (Herzog von Braunschweig-Wolfenbüttel)                   | Ferdinand Albrecht II. (Herzog von Braunschweig-Wolfenbüttel)                   | Ferdinand Albrecht II. (Herzog von Braunschweig-Wolfenbüttel)                   | Ferdinand Albrecht II. (Herzog von Braunschweig-Wolfenbüttel)                   | Ferdinand Albrecht II. (Herzog von Braunschweig-Wolfenbüttel)                   | Ferdinand Albrecht II. (Herzog von Braunschweig-Wolfenbüttel)                   |  |  | Antoinette Amalie                                                  | Antoinette Amalie                                                  | Antoinette Amalie                                                  | Antoinette Amalie                                                  | Antoinette Amalie                                                  | Antoinette Amalie                                                  |  |  | Ludwig VIII. (Landgraf von Hessen-Darmstadt)                      | Ludwig VIII. (Landgraf von Hessen-Darmstadt)                      | Ludwig VIII. (Landgraf von Hessen-Darmstadt)                      | Ludwig VIII. (Landgraf von Hessen-Darmstadt)                      | Ludwig VIII. (Landgraf von Hessen-Darmstadt)                      | Ludwig VIII. (Landgraf von Hessen-Darmstadt)                      |  |  | Charlotte                                                               | Charlotte                                                               | Charlotte                                                               | Charlotte                                                               | Charlotte                                                               | Charlotte                                                               |  |  | Christian III. (Herzog von Pfalz-Zweibrücken)                                            | Christian III. (Herzog von Pfalz-Zweibrücken)                                            | Christian III. (Herzog von Pfalz-Zweibrücken)                                            | Christian III. (Herzog von Pfalz-Zweibrücken)                                            | Christian III. (Herzog von Pfalz-Zweibrücken)                                            | Christian III. (Herzog von Pfalz-Zweibrücken)                                            |  |  | Karoline                                                                                          | Karoline                                                                                          | Karoline                                                                                          | Karoline                                                                                          | Karoline                                                                                          | Karoline                                                                                          |  |  |  |  |  |  |  |  |  |  |  |  |  |  |  |  |  |  |  |  |  |  |  |  |  |  |  |  |  |  |  |  |  |  |  |  |  |  |  |  |  |  |  |  |  |  |  |  |
|                                                    |                                                    |                                                    |                                                    |                                                    |                                                    |  |  |                                                       |                                                       |                                                       |                                                       |                                                       |                                                       |  |  |                                                                                 |                                                                                 |                                                                                 |                                                                                 |                                                                                 |                                                                                 |  |  |                                                                    |                                                                    |                                                                    |                                                                    |                                                                    |                                                                    |  |  |                                                                   |                                                                   |                                                                   |                                                                   |                                                                   |                                                                   |  |  |                                                                         |                                                                         |                                                                         |                                                                         |                                                                         |                                                                         |  |  |                                                                                          |                                                                                          |                                                                                          |                                                                                          |                                                                                          |                                                                                          |  |  |                                                                                                   |                                                                                                   |                                                                                                   |                                                                                                   |                                                                                                   |                                                                                                   |  |  |  |  |  |  |  |  |  |  |  |  |  |  |  |  |  |  |  |  |  |  |  |  |  |  |  |  |  |  |  |  |  |  |  |  |  |  |  |  |  |  |  |  |  |  |  |  |
|                                                    |                                                    |                                                    |                                                    |                                                    |                                                    |  |  |                                                       |                                                       |                                                       |                                                       |                                                       |                                                       |  |  |                                                                                 |                                                                                 |                                                                                 |                                                                                 |                                                                                 |                                                                                 |  |  |                                                                    |                                                                    |                                                                    |                                                                    |                                                                    |                                                                    |  |  |                                                                   |                                                                   |                                                                   |                                                                   |                                                                   |                                                                   |  |  |                                                                         |                                                                         |                                                                         |                                                                         |                                                                         |                                                                         |  |  |                                                                                          |                                                                                          |                                                                                          |                                                                                          |                                                                                          |                                                                                          |  |  |                                                                                                   |                                                                                                   |                                                                                                   |                                                                                                   |                                                                                                   |                                                                                                   |  |  |  |  |  |  |  |  |  |  |  |  |  |  |  |  |  |  |  |  |  |  |  |  |  |  |  |  |  |  |  |  |  |  |  |  |  |  |  |  |  |  |  |  |  |  |  |  |
| Friedrich II. (König von Preußen)                  | Friedrich II. (König von Preußen)                  | Friedrich II. (König von Preußen)                  | Friedrich II. (König von Preußen)                  | Friedrich II. (König von Preußen)                  | Friedrich II. (König von Preußen)                  |  |  | August Wilhelm (Prinz von Preußen)                    | August Wilhelm (Prinz von Preußen)                    | August Wilhelm (Prinz von Preußen)                    | August Wilhelm (Prinz von Preußen)                    | August Wilhelm (Prinz von Preußen)                    | August Wilhelm (Prinz von Preußen)                    |  |  | Luise Amalie (Prinzessin von Preußen)                                           | Luise Amalie (Prinzessin von Preußen)                                           | Luise Amalie (Prinzessin von Preußen)                                           | Luise Amalie (Prinzessin von Preußen)                                           | Luise Amalie (Prinzessin von Preußen)                                           | Luise Amalie (Prinzessin von Preußen)                                           |  |  |                                                                    |                                                                    |                                                                    |                                                                    |                                                                    |                                                                    |  |  |                                                                   |                                                                   |                                                                   |                                                                   |                                                                   |                                                                   |  |  | Ludwig IX. (Landgraf von Hessen-Darmstadt)                              | Ludwig IX. (Landgraf von Hessen-Darmstadt)                              | Ludwig IX. (Landgraf von Hessen-Darmstadt)                              | Ludwig IX. (Landgraf von Hessen-Darmstadt)                              | Ludwig IX. (Landgraf von Hessen-Darmstadt)                              | Ludwig IX. (Landgraf von Hessen-Darmstadt)                              |  |  | Karoline (Landgräfin von Hessen-Darmstadt)                                               | Karoline (Landgräfin von Hessen-Darmstadt)                                               | Karoline (Landgräfin von Hessen-Darmstadt)                                               | Karoline (Landgräfin von Hessen-Darmstadt)                                               | Karoline (Landgräfin von Hessen-Darmstadt)                                               | Karoline (Landgräfin von Hessen-Darmstadt)                                               |  |  |                                                                                                   |                                                                                                   |                                                                                                   |                                                                                                   |                                                                                                   |                                                                                                   |  |  |  |  |  |  |  |  |  |  |  |  |  |  |  |  |  |  |  |  |  |  |  |  |  |  |  |  |  |  |  |  |  |  |  |  |  |  |  |  |  |  |  |  |  |  |  |  |
| Friedrich II. (König von Preußen)                  | Friedrich II. (König von Preußen)                  | Friedrich II. (König von Preußen)                  | Friedrich II. (König von Preußen)                  | Friedrich II. (König von Preußen)                  | Friedrich II. (König von Preußen)                  |  |  | August Wilhelm (Prinz von Preußen)                    | August Wilhelm (Prinz von Preußen)                    | August Wilhelm (Prinz von Preußen)                    | August Wilhelm (Prinz von Preußen)                    | August Wilhelm (Prinz von Preußen)                    | August Wilhelm (Prinz von Preußen)                    |  |  | Luise Amalie (Prinzessin von Preußen)                                           | Luise Amalie (Prinzessin von Preußen)                                           | Luise Amalie (Prinzessin von Preußen)                                           | Luise Amalie (Prinzessin von Preußen)                                           | Luise Amalie (Prinzessin von Preußen)                                           | Luise Amalie (Prinzessin von Preußen)                                           |  |  |                                                                    |                                                                    |                                                                    |                                                                    |                                                                    |                                                                    |  |  |                                                                   |                                                                   |                                                                   |                                                                   |                                                                   |                                                                   |  |  | Ludwig IX. (Landgraf von Hessen-Darmstadt)                              | Ludwig IX. (Landgraf von Hessen-Darmstadt)                              | Ludwig IX. (Landgraf von Hessen-Darmstadt)                              | Ludwig IX. (Landgraf von Hessen-Darmstadt)                              | Ludwig IX. (Landgraf von Hessen-Darmstadt)                              | Ludwig IX. (Landgraf von Hessen-Darmstadt)                              |  |  | Karoline (Landgräfin von Hessen-Darmstadt)                                               | Karoline (Landgräfin von Hessen-Darmstadt)                                               | Karoline (Landgräfin von Hessen-Darmstadt)                                               | Karoline (Landgräfin von Hessen-Darmstadt)                                               | Karoline (Landgräfin von Hessen-Darmstadt)                                               | Karoline (Landgräfin von Hessen-Darmstadt)                                               |  |  |                                                                                                   |                                                                                                   |                                                                                                   |                                                                                                   |                                                                                                   |                                                                                                   |  |  |  |  |  |  |  |  |  |  |  |  |  |  |  |  |  |  |  |  |  |  |  |  |  |  |  |  |  |  |  |  |  |  |  |  |  |  |  |  |  |  |  |  |  |  |  |  |
|                                                    |                                                    |                                                    |                                                    |                                                    |                                                    |  |  |                                                       |                                                       |                                                       |                                                       |                                                       |                                                       |  |  |                                                                                 |                                                                                 |                                                                                 |                                                                                 |                                                                                 |                                                                                 |  |  |                                                                    |                                                                    |                                                                    |                                                                    |                                                                    |                                                                    |  |  |                                                                   |                                                                   |                                                                   |                                                                   |                                                                   |                                                                   |  |  |                                                                         |                                                                         |                                                                         |                                                                         |                                                                         |                                                                         |  |  |                                                                                          |                                                                                          |                                                                                          |                                                                                          |                                                                                          |                                                                                          |  |  |                                                                                                   |                                                                                                   |                                                                                                   |                                                                                                   |                                                                                                   |                                                                                                   |  |  |  |  |  |  |  |  |  |  |  |  |  |  |  |  |  |  |  |  |  |  |  |  |  |  |  |  |  |  |  |  |  |  |  |  |  |  |  |  |  |  |  |  |  |  |  |  |
|                                                    |                                                    |                                                    |                                                    |                                                    |                                                    |  |  |                                                       |                                                       |                                                       |                                                       |                                                       |                                                       |  |  |                                                                                 |                                                                                 |                                                                                 |                                                                                 |                                                                                 |                                                                                 |  |  |                                                                    |                                                                    |                                                                    |                                                                    |                                                                    |                                                                    |  |  |                                                                   |                                                                   |                                                                   |                                                                   |                                                                   |                                                                   |  |  |                                                                         |                                                                         |                                                                         |                                                                         |                                                                         |                                                                         |  |  |                                                                                          |                                                                                          |                                                                                          |                                                                                          |                                                                                          |                                                                                          |  |  |                                                                                                   |                                                                                                   |                                                                                                   |                                                                                                   |                                                                                                   |                                                                                                   |  |  |  |  |  |  |  |  |  |  |  |  |  |  |  |  |  |  |  |  |  |  |  |  |  |  |  |  |  |  |  |  |  |  |  |  |  |  |  |  |  |  |  |  |  |  |  |  |
|                                                    |                                                    |                                                    |                                                    |                                                    |                                                    |  |  | Wilhelmine (Erbstatthalterin der Niederlande)         | Wilhelmine (Erbstatthalterin der Niederlande)         | Wilhelmine (Erbstatthalterin der Niederlande)         | Wilhelmine (Erbstatthalterin der Niederlande)         | Wilhelmine (Erbstatthalterin der Niederlande)         | Wilhelmine (Erbstatthalterin der Niederlande)         |  |  | Heinrich (preußischer Offizier)                                                 | Heinrich (preußischer Offizier)                                                 | Heinrich (preußischer Offizier)                                                 | Heinrich (preußischer Offizier)                                                 | Heinrich (preußischer Offizier)                                                 | Heinrich (preußischer Offizier)                                                 |  |  | Friedrich Wilhelm II. (König von Preußen)                          | Friedrich Wilhelm II. (König von Preußen)                          | Friedrich Wilhelm II. (König von Preußen)                          | Friedrich Wilhelm II. (König von Preußen)                          | Friedrich Wilhelm II. (König von Preußen)                          | Friedrich Wilhelm II. (König von Preußen)                          |  |  | Friederike Luise (Königin von Preußen)                            | Friederike Luise (Königin von Preußen)                            | Friederike Luise (Königin von Preußen)                            | Friederike Luise (Königin von Preußen)                            | Friederike Luise (Königin von Preußen)                            | Friederike Luise (Königin von Preußen)                            |  |  |                                                                         |                                                                         |                                                                         |                                                                         |                                                                         |                                                                         |  |  |                                                                                          |                                                                                          |                                                                                          |                                                                                          |                                                                                          |                                                                                          |  |  |                                                                                                   |                                                                                                   |                                                                                                   |                                                                                                   |                                                                                                   |                                                                                                   |  |  |  |  |  |  |  |  |  |  |  |  |  |  |  |  |  |  |  |  |  |  |  |  |  |  |  |  |  |  |  |  |  |  |  |  |  |  |  |  |  |  |  |  |  |  |  |  |
|                                                    |                                                    |                                                    |                                                    |                                                    |                                                    |  |  | Wilhelmine (Erbstatthalterin der Niederlande)         | Wilhelmine (Erbstatthalterin der Niederlande)         | Wilhelmine (Erbstatthalterin der Niederlande)         | Wilhelmine (Erbstatthalterin der Niederlande)         | Wilhelmine (Erbstatthalterin der Niederlande)         | Wilhelmine (Erbstatthalterin der Niederlande)         |  |  | Heinrich (preußischer Offizier)                                                 | Heinrich (preußischer Offizier)                                                 | Heinrich (preußischer Offizier)                                                 | Heinrich (preußischer Offizier)                                                 | Heinrich (preußischer Offizier)                                                 | Heinrich (preußischer Offizier)                                                 |  |  | Friedrich Wilhelm II. (König von Preußen)                          | Friedrich Wilhelm II. (König von Preußen)                          | Friedrich Wilhelm II. (König von Preußen)                          | Friedrich Wilhelm II. (König von Preußen)                          | Friedrich Wilhelm II. (König von Preußen)                          | Friedrich Wilhelm II. (König von Preußen)                          |  |  | Friederike Luise (Königin von Preußen)                            | Friederike Luise (Königin von Preußen)                            | Friederike Luise (Königin von Preußen)                            | Friederike Luise (Königin von Preußen)                            | Friederike Luise (Königin von Preußen)                            | Friederike Luise (Königin von Preußen)                            |  |  |                                                                         |                                                                         |                                                                         |                                                                         |                                                                         |                                                                         |  |  |                                                                                          |                                                                                          |                                                                                          |                                                                                          |                                                                                          |                                                                                          |  |  |                                                                                                   |                                                                                                   |                                                                                                   |                                                                                                   |                                                                                                   |                                                                                                   |  |  |  |  |  |  |  |  |  |  |  |  |  |  |  |  |  |  |  |  |  |  |  |  |  |  |  |  |  |  |  |  |  |  |  |  |  |  |  |  |  |  |  |  |  |  |  |  |
|                                                    |                                                    |                                                    |                                                    |                                                    |                                                    |  |  |                                                       |                                                       |                                                       |                                                       |                                                       |                                                       |  |  |                                                                                 |                                                                                 |                                                                                 |                                                                                 |                                                                                 |                                                                                 |  |  |                                                                    |                                                                    |                                                                    |                                                                    |                                                                    |                                                                    |  |  |                                                                   |                                                                   |                                                                   |                                                                   |                                                                   |                                                                   |  |  |                                                                         |                                                                         |                                                                         |                                                                         |                                                                         |                                                                         |  |  |                                                                                          |                                                                                          |                                                                                          |                                                                                          |                                                                                          |                                                                                          |  |  |                                                                                                   |                                                                                                   |                                                                                                   |                                                                                                   |                                                                                                   |                                                                                                   |  |  |  |  |  |  |  |  |  |  |  |  |  |  |  |  |  |  |  |  |  |  |  |  |  |  |  |  |  |  |  |  |  |  |  |  |  |  |  |  |  |  |  |  |  |  |  |  |
|                                                    |                                                    |                                                    |                                                    |                                                    |                                                    |  |  |                                                       |                                                       |                                                       |                                                       |                                                       |                                                       |  |  |                                                                                 |                                                                                 |                                                                                 |                                                                                 |                                                                                 |                                                                                 |  |  |                                                                    |                                                                    |                                                                    |                                                                    |                                                                    |                                                                    |  |  |                                                                   |                                                                   |                                                                   |                                                                   |                                                                   |                                                                   |  |  |                                                                         |                                                                         |                                                                         |                                                                         |                                                                         |                                                                         |  |  |                                                                                          |                                                                                          |                                                                                          |                                                                                          |                                                                                          |                                                                                          |  |  |                                                                                                   |                                                                                                   |                                                                                                   |                                                                                                   |                                                                                                   |                                                                                                   |  |  |  |  |  |  |  |  |  |  |  |  |  |  |  |  |  |  |  |  |  |  |  |  |  |  |  |  |  |  |  |  |  |  |  |  |  |  |  |  |  |  |  |  |  |  |  |  |
|                                                    |                                                    |                                                    |                                                    |                                                    |                                                    |  |  | Friedrich Wilhelm III. (König von Preußen)            | Friedrich Wilhelm III. (König von Preußen)            | Friedrich Wilhelm III. (König von Preußen)            | Friedrich Wilhelm III. (König von Preußen)            | Friedrich Wilhelm III. (König von Preußen)            | Friedrich Wilhelm III. (König von Preußen)            |  |  | Ludwig (preußischer Generalmajor)                                               | Ludwig (preußischer Generalmajor)                                               | Ludwig (preußischer Generalmajor)                                               | Ludwig (preußischer Generalmajor)                                               | Ludwig (preußischer Generalmajor)                                               | Ludwig (preußischer Generalmajor)                                               |  |  | Wilhelmine (Königin der Niederlande)                               | Wilhelmine (Königin der Niederlande)                               | Wilhelmine (Königin der Niederlande)                               | Wilhelmine (Königin der Niederlande)                               | Wilhelmine (Königin der Niederlande)                               | Wilhelmine (Königin der Niederlande)                               |  |  | Auguste (Kurfürstin von Hessen-Kassel)                            | Auguste (Kurfürstin von Hessen-Kassel)                            | Auguste (Kurfürstin von Hessen-Kassel)                            | Auguste (Kurfürstin von Hessen-Kassel)                            | Auguste (Kurfürstin von Hessen-Kassel)                            | Auguste (Kurfürstin von Hessen-Kassel)                            |  |  | Heinrich                                                                | Heinrich                                                                | Heinrich                                                                | Heinrich                                                                | Heinrich                                                                | Heinrich                                                                |  |  | Wilhelm (Generalgouverneur der Rheinprovinz und Westfalens)                              | Wilhelm (Generalgouverneur der Rheinprovinz und Westfalens)                              | Wilhelm (Generalgouverneur der Rheinprovinz und Westfalens)                              | Wilhelm (Generalgouverneur der Rheinprovinz und Westfalens)                              | Wilhelm (Generalgouverneur der Rheinprovinz und Westfalens)                              | Wilhelm (Generalgouverneur der Rheinprovinz und Westfalens)                              |  |  |                                                                                                   |                                                                                                   |                                                                                                   |                                                                                                   |                                                                                                   |                                                                                                   |  |  |  |  |  |  |  |  |  |  |  |  |  |  |  |  |  |  |  |  |  |  |  |  |  |  |  |  |  |  |  |  |  |  |  |  |  |  |  |  |  |  |  |  |  |  |  |  |